# Łęg Kasztelański
Łęg Kasztelański – była wieś w Polsce położona w województwie mazowieckim, w powiecie płockim, w gminie Drobin.
W latach 1975–1998 miejscowość administracyjnie należała do województwa płockiego. 1 stycznia 2014 roku miejscowość została przyłączona do wsi Łęg Kościelny, stając się jej integralną częścią.